# مرجع بايلشتاين
مرجع بايلشتاين أو عدد سجل بايلشتاين (بالإنجليزية: Beilstein Registry Number)‏ هو طريقة لتعريف المركبات الكيميائية بشكل مشابه لرقم التسجيل CAS. ويمثل معرفا فريدا في قاعدة بيانات بايلشتاين.